# Mother’s Baby
Mother’s Baby (auch Mutterglück) ist ein Spielfilm von Johanna Moder aus dem Jahr 2025. Das Werk thematisiert die Zweifel einer Mutter nach einer traumatischen Geburt. Die Hauptrolle übernahm Marie Leuenberger. Die Koproduktion zwischen Österreich, der Schweiz und Deutschland wurde Mitte Februar 2025 im Rahmen der Internationalen Filmfestspiele Berlin (Berlinale) uraufgeführt.

## Handlung
Die 40-jährige Julia ist als Dirigentin erfolgreich und mit Georg verheiratet. Das Paar wünscht sich ein gemeinsames Kind und wendet sich dafür an eine private Kinderwunschklinik. Der Fruchtbarkeitsspezialist Dr. Vilfort, Träger der Einrichtung, bestärkt Julia und Georg in ihrem Kinderwunsch. Er empfiehlt eine experimentelle Methode, durch die Julia tatsächlich schwanger wird. Bei der Geburt treten jedoch Komplikationen auf. Das Neugeborene wird nach der Entbindung sofort weggebracht, um weiteren Behandlungen unterzogen zu werden. Über den Grund lässt Dr. Vilfort Julia und Georg im Unklaren.
Als Julia eines Tages endlich wieder mit ihrem Baby vereint ist, verspürt sie eine seltsame Distanz. Sie zweifelt daran, dass es sich tatsächlich um ihr leibliches Kind handelt. Julias Unsicherheit wird daraufhin zu einer Belastung in der Ehe mit Georg.

## Veröffentlichung
Mother’s Baby wurde am 18. Februar 2025 im Rahmen der 75. Berlinale uraufgeführt. Der Film wurde in den Hauptwettbewerb um den Goldenen Bären eingeladen.